# División de Honor B de rugby 2008-09
La temporada 2008-09 de la División de Honor B comenzó el 4 de octubre de 2008 y termina el 26 de abril de 2009. Esta temporada 2008-2009 participan 8 equipos españoles en cada grupo. El calendario, que dura 7 meses, comprenderá un total de 117 partidos, en el que cada equipo se enfrentará a los otros 7 del grupo en una liga a doble vuelta, y unos Play-Off de ascenso a División de Honor que se disputan entre los 2 primeros de cada grupo con partidos a doble vuelta y una final a partido único. Los últimos de cada grupo descienden a Primera Nacional.

## Clasificación

### Grupo 1
| \| \| Clasificación Grupo 1 División de Honor B 2008/09 \| |                                                   |     |    |   |    |     |     |      |    |     |
| Pos                                                        | Equipo                                            | Jug | V  | E | D  | PF  | PC  | +/-  | PB | Pts |
| 1                                                          | Gernika R.T.                                      | 14  | 14 | 0 | 0  | 616 | 187 | 429  | 9  | 65  |
| 2                                                          | Hernani C.R.E.                                    | 14  | 10 | 0 | 4  | 380 | 196 | 184  | 12 | 52  |
| 3                                                          | Universidade EDNON TRC                            | 14  | 10 | 0 | 4  | 306 | 194 | 112  | 5  | 45  |
| 4                                                          | Barcelona Universitari Club                       | 14  | 7  | 0 | 7  | 342 | 324 | 18   | 7  | 35  |
| 5                                                          | Durango Ilarduya R.T.                             | 14  | 6  | 0 | 8  | 260 | 252 | 8    | 6  | 30  |
| 6                                                          | Oviedo Feve R.C.                                  | 14  | 5  | 0 | 9  | 316 | 421 | -105 | 7  | 27  |
| 7                                                          | Krafft Atlético San Sebastián                     | 12  | 2  | 0 | 12 | 221 | 443 | -222 | 7  | 15  |
| 8                                                          | Belenos Rugby Club                                | 14  | 2  | 0 | 12 | 158 | 582 | -424 | 0  | 8   |
|                                                            | Clasificación Grupo 1 División de Honor B 2008/09 |     |    |   |    |     |     |      |    |     |

### Grupo 2
| \| \| Clasificación Grupo 2 División de Honor B 2008/09 \| |                                                   |     |    |   |    |     |     |     |    |     |
| Pos                                                        | Equipo                                            | Jug | V  | E | D  | PF  | PC  | +/- | PB | Pts |
| 1                                                          | C.R Atlético Portuense                            | 14  | 12 | 0 | 2  | 282 | 198 | 84  | 5  | 53  |
| 2                                                          | Club Alcobendas Rugby                             | 14  | 11 | 1 | 2  | 297 | 142 | 155 | 5  | 51  |
| 3                                                          | Jaén R.C                                          | 14  | 6  | 0 | 8  | 259 | 261 | -2  | 10 | 34  |
| 4                                                          | Helvetia Rugby                                    | 14  | 6  | 0 | 8  | 249 | 281 | -32 | 8  | 32  |
| 5                                                          | C.R Liceo Francés                                 | 14  | 6  | 1 | 7  | 243 | 264 | -21 | 5  | 31  |
| 6                                                          | Complutense Cisneros                              | 14  | 6  | 0 | 8  | 231 | 254 | -23 | 6  | 30  |
| 7                                                          | CAU Valencia                                      | 14  | 4  | 0 | 10 | 206 | 283 | -77 | 6  | 22  |
| 8                                                          | C.R Málaga                                        | 14  | 4  | 0 | 10 | 214 | 298 | -84 | 2  | 18  |
|                                                            | Clasificación Grupo 2 División de Honor B 2008/09 |     |    |   |    |     |     |     |    |     |

### Leyenda
- Pos = Posición
- Jug = Partidos Jugados
- V   = Victoria (se obtienen 4 puntos)
- E   = Empate (se obtienen 2 puntos)
- D   = Derrota (se obtienen 0 puntos)
- PF  = Puntos a Favor (Total de puntos conseguidos)
- PC  = Puntos en Contra(Total de puntos encajados)
- +/- = Diferencia de Puntos (El total de puntos a favor menos puntos en contra)
- PB  = Puntos Bonus
  - Los equipos pueden puntuar dos bonus adicionales cada partido de la jornada regular. Un punto bonus se puede ganar si cualquier equipo consigue cuatro ensayos o más en un partido, sin observar si gana, pierde o empata. Otro punto de bonus también se puede conseguir si al perder se pierde por un margen de 7 puntos o menos. Solo un perdedor puede conseguir el máximo de 2 puntos bonus.
- Pts = Puntos totales

## Calendario y resultados

### Primera Jornada

#### Grupo 1
| Fecha        | Hora  | Local                       | Resultado | Visitante                     | Estadio                   |
| 4 de octubre | 16:00 | Belenos RC                  | 18-17     | Krafft Atlético San Sebastián | Santa Bárbara de Llaranes |
| 4 de octubre | 17:00 | Gernika R.T.                | 52-14     | Durango Ilarduya R.T.         | Campo de Urbieta          |
| 5 de octubre | 12:00 | Hernani C.R.E.              | 24-3      | Universidade EDNON TRC        | Landare Toki              |
| 5 de octubre | 12:30 | Barcelona Universitari Club | 44-29     | Oviedo Feve R.C.              | La Foixarda               |

#### Grupo 2
| Fecha        | Hora  | Local                           | Resultado | Visitante            | Estadio                         |
| 4 de octubre | 16:00 | Complutense Cisneros            | 17-12     | Helvetia Rugby       | Central de Ciudad Universitaria |
| 5 de octubre | 12:00 | UMA C.R. Málaga                 | 9-24      | CAU Valencia         | Campo de Teatinos               |
| 5 de octubre | 12:00 | Jaén R.C                        | 21-23     | C.R. Atco. Portuense | Municipal Ramón Palacios        |
| 5 de octubre | 12:30 | Mercedes Benz España Alcobendas | 5-5       | C.R. Liceo Francés   | Las Terrazas                    |

### Segunda Jornada

#### Grupo 1
| Fecha         | Hora  | Local                         | Resultado | Visitante                   | Estadio                  |
| 18 de octubre | 16:00 | Oviedo Feve R.C.              | 11-42     | Gernika R.T.                | Campo del Naranco        |
| 18 de octubre | 17:00 | Durango Ilarduya R.T.         | 10-15     | Hernani C.R.E.              | Arripausueta             |
| 18 de octubre | 17:15 | Universidade EDNON TRC        | 29-5      | Belenos R.C.                | Campus Lagoas-Marcosende |
| 19 de octubre | 12:00 | Krafft Atlético San Sebastián | 14-48     | Barcelona Universitari Club | C.D Ayete                |

#### Grupo 2
| Fecha         | Hora  | Local                | Resultado | Visitante                       | Estadio                    |
| 18 de octubre | 16:00 | Helvetia Rugby       | 16-15     | Mercedes Benz España Alcobendas | Estadio de La Cartuja      |
| 18 de octubre | 12:00 | C.R. Liceo Francés   | 32-15     | UMA C.R. Málaga                 | Ramón Urtubi               |
| 19 de octubre | 12:00 | CAU Valencia         | 9-17      | Jaén R.C                        | Campo del Río Turia        |
| 19 de octubre | 12:00 | C.R. Atco. Portuense | 37-20     | Complutense Cisneros            | C.D. Puerto de Santa María |

### Tercera Jornada

#### Grupo 1
| Fecha         | Hora  | Local                  | Resultado | Visitante                     | Estadio                   |
| 25 de octubre | 16:00 | Gernika R.T.           | 65-24     | Krafft Atlético San Sebastián | Campo de Urbieta          |
| 26 de octubre | 11:15 | Universidade EDNON TRC | 5-16      | Durango Ilarduya R.T.         | Campus Lagoas-Marcosende  |
| 26 de octubre | 12:00 | Hernani C.R.E.         | 31-21     | Oviedo Feve R.C.              | Landare Toki              |
| 26 de octubre | 12:30 | Belenos R.C.           | 14-38     | Barcelona Universitari Club   | Santa Bárbara de Llaranes |

#### Grupo 2
| Fecha         | Hora  | Local                           | Resultado | Visitante            | Estadio                  |
| 25 de octubre | 16:00 | CAU Valencia                    | 24-18     | C.R. Liceo Francés   | Campo del Río Turia      |
| 25 de octubre | 17:00 | UMA C.R. Málaga                 | 26-7      | Helvetia Rugby       | Campo de Teatinos        |
| 26 de octubre | 12:00 | Mercedes Benz España Alcobendas | 16-18     | C.R. Atco. Portuense | Las Terrazas             |
| 26 de octubre | 14:00 | Jaén R.C                        | 27-20     | Complutense Cisneros | Municipal Ramón Palacios |

### Cuarta Jornada

#### Grupo 1
| Fecha           | Hora  | Local                         | Resultado | Visitante              | Estadio           |
| 22 de noviembre | 16:00 | Krafft Atlético San Sebastián | 0-25      | Hernani C.R.E.         | C.D. Ayete        |
| 22 de noviembre | 16:00 | Oviedo Feve R.C.              | 0-25      | Universidade EDNON TRC | Campo del Naranco |
| 22 de noviembre | 17:00 | Durango Ilarduya R.T.         | 42-7      | Belenos R.C.           | Arripausueta      |
| 23 de noviembre | 12:30 | Barcelona Universitari Club   | 28-31     | Gernika R.T.           | La Foixarda       |

#### Grupo 2
| Fecha           | Hora  | Local                | Resultado | Visitante                       | Estadio                         |
| 22 de noviembre | 16:00 | Complutense Cisneros | 5-27      | Mercedes Benz España Alcobendas | Central de Ciudad Universitaria |
| 22 de noviembre | 16:00 | C.R. Liceo Francés   | 23-22     | Jaén R.C.                       | Ramón Urtubi                    |
| 23 de noviembre | 12:00 | Helvetia Rugby       | 20-17     | CAU Valencia                    | Estadio de La Cartuja           |
| 23 de noviembre | 12:30 | C.R. Atco. Portuense | 11-9      | UMA C.R. Málaga                 | C.D. Puerto de Santa María      |

### Quinta Jornada

#### Grupo 1
| Fecha           | Hora  | Local                  | Resultado | Visitante                     | Estadio                   |
| 29 de noviembre | 16:00 | Belenos R.C.           | 10-51     | Gernika R.T.                  | Santa Bárbara de Llaranes |
| 29 de noviembre | 16:30 | Durango Ilarduya R.T.  | 45-13     | Oviedo Feve R.C.              | Arripausueta              |
| 30 de noviembre | 11:15 | Universidade EDNON TRC | 16-8      | Krafft Atlético San Sebastián | Campus Lagoas-Marcosende  |
| 30 de noviembre | 12:00 | Hernani C.R.E.         | 32-7      | Barcelona Universitari Club   | Landare Toki              |

#### Grupo 2
| Fecha           | Hora  | Local              | Resultado | Visitante                       | Estadio                  |
| 29 de noviembre | 16:00 | Jaén R.C           | 3-8       | Mercedes Benz España Alcobendas | Municipal Ramón Palacios |
| 30 de noviembre | 11:00 | UMA C.R. Málaga    | 11-20     | Complutense Cisneros            | Campo de Teatinos        |
| 30 de noviembre | 11:00 | CAU Valencia       | 16-10     | C.R. Atco. Portuense            | Campo del Río Turia      |
| 30 de noviembre | 13:00 | C.R. Liceo Francés | 9-13      | Helvetia Rugby                  | Ramón Urtubi             |

### Sexta Jornada

#### Grupo 1
| Fecha           | Hora  | Local                         | Resultado | Visitante              | Estadio                   |
| 13 de diciembre | 15:30 | Krafft Atlético San Sebastián | 15-10     | Durango Ilarduya R.T.  | C.D. Ayete                |
| 13 de diciembre | 16:00 | Belenos R.C.                  | 20-11     | Oviedo Feve R.C.       | Santa Bárbara de Llaranes |
| 13 de diciembre | 16:00 | Gernika R.T.                  | 19-15     | Hernani C.R.E.         | Campo de Urbieta          |
| 14 de diciembre | 12:45 | Barcelona Universitari Club   | 17-44     | Universidade EDNON TRC | La Foixarda               |

#### Grupo 2
| Fecha           | Hora  | Local                           | Resultado | Visitante          | Estadio                         |
| 13 de diciembre | 16:00 | Jaén R.C                        | 16-19     | Helvetia Rugby     | Municipal Ramón Palacios        |
| 13 de diciembre | 16:00 | Complutense Cisneros            | 5-9       | CAU Valencia       | Central de Ciudad Universitaria |
| 13 de diciembre | 16:30 | Mercedes Benz España Alcobendas | 47-10     | UMA C.R. Málaga    | Las Terrazas                    |
| 14 de diciembre | 12:30 | C.R. Atco. Portuense            | 12-3      | C.R. Liceo Francés | C.D. Puerto de Santa María      |

### Séptima Jornada

#### Grupo 1
| Fecha           | Hora  | Local                  | Resultado | Visitante                     | Estadio                  |
| 20 de diciembre | 16:00 | Oviedo Feve R.C.       | 27-23     | Krafft Atlético San Sebastián | Campo del Naranco        |
| 20 de diciembre | 16:00 | Hernani C.R.E.         | 51-0      | Belenos R.C.                  | Landare Toki             |
| 21 de diciembre | 11:00 | Durango Ilarduya R.T.  | 20-10     | Barcelona Universitari Club   | Arripausueta             |
| 21 de diciembre | 12:00 | Universidade EDNON TRC | 13-20     | Gernika R.T.                  | Campus Lagoas-Marcosende |

#### Grupo 2
| Fecha           | Hora  | Local              | Resultado | Visitante                       | Estadio               |
| 20 de diciembre | 15:00 | C.R. Liceo Francés | 22-18     | Complutense Cisneros            | Ramón Urtubi          |
| 20 de diciembre | 16:00 | CAU Valencia       | 6-21      | Mercedes Benz España Alcobendas | Campo del Río Turia   |
| 20 de diciembre | 16:30 | UMA C.R. Málaga    | 35-10     | Jaén R.C.                       | Campo de Teatinos     |
| 21 de diciembre | 13:00 | Helvetia Rugby     | 9-15      | C.R. Atco. Portuense            | Estadio de La Cartuja |

### Octava Jornada

#### Grupo 1
| Fecha       | Hora  | Local                         | Resultado | Visitante                   | Estadio                  |
| 10 de enero | 16:00 | Durango Ilarduya R.T.         | 3-25      | Gernika R.T.                | Arripausueta             |
| 11 de enero | 12:00 | Universidade EDNON TRC        | 16-5      | Hernani C.R.E.              | Campus Lagoas-Marcosende |
| 11 de enero | 13:00 | Oviedo Feve R.C.              | 33-25     | Barcelona Universitari Club | Campo del Naranco        |
| 11 de enero | 15:30 | Krafft Atlético San Sebastián | 55-21     | Belenos R.C.                | C.D. Ayete               |

#### Grupo 2
| Fecha        | Hora  | Local                | Resultado | Visitante                       | Estadio                    |
| 10 de enero  | 16:00 | Helvetia Rugby       | 24-27     | Complutense Cisneros            | Estadio de La Cartuja      |
| 11 de enero  | 12:00 | CAU Valencia         | 23-27     | UMA C.R. Málaga                 | Campo del Río Turia        |
| 11 de enero  | 12:30 | C.R. Atco. Portuense | 16-10     | Jaén R.C.                       | C.D. Puerto de Santa María |
| 1 de febrero | 16:30 | C.R. Liceo Francés   | 22-23     | Mercedes Benz España Alcobendas | Ramón Urtubi               |

### Novena Jornada

#### Grupo 1
| Fecha       | Hora  | Local                       | Resultado | Visitante                     | Estadio                   |
| 24 de enero | 16:00 | Gernika R.T.                | 57-15     | Oviedo Feve R.C.              | Campo de Urbieta          |
| 24 de enero | 16:00 | Belenos R.C.                | 9-27      | Universidade EDNON TRC        | Santa Bárbara de Llaranes |
| 25 de enero | 12:00 | Hernani C.R.E.              | 28-14     | Durango Ilarduya R.T.         | Landare Toki              |
| 25 de enero | 12:00 | Barcelona Universitari Club | 22-5      | Krafft Atlético San Sebastián | La Foixarda               |

#### Grupo 2
| Fecha       | Hora  | Local                           | Resultado | Visitante            | Estadio                         |
| 24 de enero | 16:00 | UMA C.R. Málaga                 | 17-18     | C.R. Liceo Francés   | Campo de Teatinos               |
| 25 de enero | 11:00 | Jaén R.C.                       | 24-5      | CAU Valencia         | Municipal Ramón Palacios        |
| 25 de enero | 12:30 | Mercedes Benz España Alcobendas | 24-11     | Jaén R.C.            | Polideportivo de Alcobendas     |
| 25 de enero | 12:30 | Complutense Cisneros            | 14-15     | C.R. Atco. Portuense | Central de Ciudad Universitaria |

### Décima Jornada

#### Grupo 1
| Fecha         | Hora  | Local                         | Resultado | Visitante              | Estadio           |
| 14 de febrero | 16:00 | Krafft Atlético San Sebastián | 5-72      | Gernika R.T.           | C.D. Ayete        |
| 15 de febrero | 12:00 | Durango Ilarduya R.T.         | 3-18      | Universidade EDNON TRC | Arripausueta      |
| 15 de febrero | 12:00 | Oviedo Feve R.C.              | 32-33     | Hernani C.R.E.         | Campo del Naranco |
| 15 de febrero | 12:00 | Barcelona Universitari Club   | 33-17     | Belenos R.C.           | La Foixarda       |

#### Grupo 2
| Fecha         | Hora  | Local                | Resultado | Visitante                       | Estadio                         |
| 15 de febrero | 16:30 | C.R. Liceo Francés   | 22-15     | CAU Valencia                    | Ramón Urtubi                    |
| 15 de febrero | 12:30 | Helvetia Rugby       | 20-6      | UMA C.R. Málaga                 | Estadio de La Cartuja           |
| 15 de febrero | 12:30 | C.R. Atco. Portuense | 9-20      | Mercedes Benz España Alcobendas | C.D. Puerto de Santa María      |
| 15 de febrero | 13:00 | Complutense Cisneros | 17-9      | Jaén R.C                        | Central de Ciudad Universitaria |

### Undécima Jornada

#### Grupo 1
| Fecha         | Hora  | Local                  | Resultado | Visitante                     | Estadio                   |
| 21 de febrero | 15:30 | Hernani C.R.E.         | 25-23     | Krafft Atlético San Sebastián | Landare Toki              |
| 21 de febrero | 16:00 | Belenos R.C.           | 11-29     | Durango Ilarduya R.T.         | Santa Bárbara de Llaranes |
| 22 de febrero | 12:00 | Universidade EDNON TRC | 41-15     | Oviedo Feve R.C.              | Campus Lagoas-Marcosende  |
| 22 de febrero | 12:00 | Gernika R.T.           | 29-12     | Barcelona Universitari Club   | Campo de Urbieta          |

#### Grupo 2
| Fecha         | Hora  | Local                           | Resultado | Visitante            | Estadio                  |
| 21 de febrero | 16:30 | Mercedes Benz España Alcobendas | 21-12     | Complutense Cisneros | Las Terrazas             |
| 21 de febrero | 19:30 | Jaén R.C.                       | 21-17     | C.R. Liceo Francés   | Municipal Ramón Palacios |
| 22 de febrero | 11:00 | CAU Valencia                    | 28-29     | Helvetia Rugby       | Campo del Río Turia      |
| 22 de febrero | 12:00 | UMA C.R. Málaga                 | 9-29      | C.R. Atco. Portuense | Campo de Teatinos        |

### Duodécima Jornada

#### Grupo 1
| Fecha      | Hora  | Local                         | Resultado | Visitante              | Estadio                  |
| 7 de marzo | 16:00 | Oviedo Feve R.C.              | 33-6      | Durango Ilardura       | El Naranco               |
| 7 de marzo | 16:00 | Gernika R.T.                  | 85-12     | Belenos R.C.           | Urbieta                  |
| 8 de marzo | 12:00 | Krafft Atlético San Sebastián | 10-31     | Universidade EDNON TRC | C.D. de Ayete            |
| 8 de marzo | 13:00 | Barcelona Universitari Club   | 25-20     | Hernani C.R.E.         | Universidad de Barcelona |

#### Grupo 2
| Fecha      | Hora  | Local                           | Resultado | Visitante          | Estadio                         |
| 7 de marzo | 16:30 | Complutense Cisneros            | 12-16     | UMA C.R. Málaga    | Estadio Universidad Complutense |
| 8 de marzo | 12:30 | Mercedes Benz España Alcobendas | 22-15     | Jaén R.C.          | Las Terrazas                    |
| 8 de marzo | 12:30 | C.R. Atlético Portuense         | 27-13     | CAU Valencia       | C.D. Puerto de Santa María      |
| 8 de marzo | 13:00 | Helvetia Rugby                  | 20-23     | C.R. Liceo Francés | Estadio de La Cartuja           |

### Decimotercera Jornada

#### Grupo 1
| Fecha       | Hora  | Local                  | Resultado | Visitante                     | Estadio                  |
| 19 de marzo | 16:00 | Hernani C.R.E.         | 13-19     | Gernika R.T.                  | Landare Toki             |
| 21 de marzo | 16:00 | Durango Ilarduya R.T.  | 38-0      | Krafft Atlético San Sebastián | Municipal de Landako     |
| 21 de marzo | 16:00 | Oviedo Feve R.C.       | 51-7      | Belenos R.C.                  | Campo del Naranco        |
| 22 de marzo | 11:00 | Universidade EDNON TRC | 26-13     | Barcelona Universitari Club   | Campus Lagoas-Marcosende |

#### Grupo 2
| Fecha       | Hora  | Local              | Resultado | Visitante                       | Estadio               |
| 21 de marzo | 16:00 | UMA C.R. Málaga    | 10-18     | Mercedes Benz España Alcobendas | Campo de Teatinos     |
| 21 de marzo | 17:30 | CAU Valencia       | 17-24     | Complutense Cisneros            | Campo del Río Turia   |
| 22 de marzo | 12:30 | Helvetia Rugby     | 33-37     | Jaén R.C.                       | Estadio de La Cartuja |
| 22 de marzo | 12:30 | C.R. Liceo Francés | 22-39     | C.R. Atco. Portuense            | Ramón Urtubi          |

### Decimocuarta Jornada

#### Grupo 1
| Fecha       | Hora  | Local                         | Resultado | Visitante              | Estadio                   |
| 28 de marzo | 16:30 | Krafft Atlético San Sebastián | 22-25     | Oviedo Feve R.C.       | C.D. Ayete                |
| 28 de marzo | 17:00 | Belenos R.C.                  | 7-63      | Hernani C.R.E.         | Santa Bárbara de Llaranes |
| 29 de marzo | 12:00 | Gernika R.T.                  | 49-12     | Universidade EDNON TRC | Campo de Urbieta          |
| 29 de marzo | 12:30 | Barcelona Universitari Club   | 20-10     | Durango Ilarduya R.T.  | La Foixarda               |

#### Grupo 2
| Fecha       | Hora  | Local                           | Resultado | Visitante          | Estadio                         |
| 28 de marzo | 16:30 | Mercedes Benz España Alcobendas | 30-0      | CAU Valencia       | Las Terrazas                    |
| 28 de marzo | 20:00 | Jaén R.C.                       | 27-14     | UMA C.R. Málaga    | Municipal Ramón Palacios        |
| 29 de marzo | 12:30 | C.R. Atco. Portuense            | 21-16     | Helvetia Rugby     | C.D. Puerto de Santa María      |
| 29 de marzo | 13:00 | Complutense Cisneros            | 20-7      | C.R. Liceo Francés | Central de Ciudad Universitaria |

## Play Off de Ascenso
|  | Semifinales | Semifinales                     | Semifinales            |                        |              | Final        | Final | Final |  |
|  |             |                                 |                        |                        |              |              |       |       |  |
|  |             |                                 |                        |                        |              |              |       |       |  |
|  | 1           | Gernika R.T.                    | 38                     |                        |              |              |       |       |  |
|  | 1           | Gernika R.T.                    | 38                     |                        |              |              |       |       |  |
|  | 4           | Mercedes Benz España Alcobendas | 33                     |                        |              |              |       |       |  |
|  | 4           | Mercedes Benz España Alcobendas | 33                     |                        | Gernika R.T. | Gernika R.T. | 37    |       |  |
|  |             |                                 |                        |                        | Gernika R.T. | Gernika R.T. | 37    |       |  |
|  |             |                                 | C.R Atlético Portuense | C.R Atlético Portuense | 10           |              |       |       |  |
|  | 3           | C.R Atlético Portuense          | C.R Atlético Portuense | C.R Atlético Portuense | 10           | 46           |       |       |  |
|  | 3           | C.R Atlético Portuense          |                        |                        |              | 46           |       |       |  |
|  | 2           | Hernani C.R.E.                  | 39                     |                        |              |              |       |       |  |
|  | 2           | Hernani C.R.E.                  | 39                     |                        |              |              |       |       |  |
|  |             |                                 |                        |                        |              |              |       |       |  |

| Campeón DH B Gernika Rugby Taldea |

### Semifinales
Ida:
| 5 de abril de 2009 | M.B.E. Alcobendas                                | 20 – 20 | Gernika R.T.                    | Las Terrazas, Alcobendas, |                       |
| 12:30              | Ensayos: Parrilla, Ati, Brasca Conv: Ati GC: Ati |         | Ensayos: Martitegi GC: Maza (5) | Árbitro(s): Chicharro     | Árbitro(s): Chicharro |

| 5 de abril de 2009 | Hernani C.R.E.                                                             | 17 – 14 | C.R Atlético Portuense                                                       | Landare Toki, Hernani, |                    |
| 12:00              | Ensayos: Igor Etxeberría, Aritz Mitxelena, Arkaitz Otaño Conv.: Igor Genua |         | Ensayos: David Camacho, E. De Castigo Conv.: José de la Cueva, Oscar Vázquez | Árbitro(s): Raposo     | Árbitro(s): Raposo |

Vuelta:
| 19 de abril de 2009 | Gernika R.T.                                         | 18 – 13 | M.B.E. Alcobendas                                           | Campo de Urbieta, Guernica, |                    |
|                     | Ensayos: Goitiandia, Maza Conv.: Maza G.C.: Maza (2) |         | Ensayo: Tiki Conv.: Santiago Fdez. G.C.: Santiago Fdez. (2) | Árbitro(s): Ortega          | Árbitro(s): Ortega |

| 19 de abril de 2009 | C.R Atlético Portuense                                                         | 32 – 22 | Hernani C.R.E.                                                 | C.D. Puerto de Santa María, Puerto Sta. María, |                   |
|                     | Ensayos: O. Vazquez (2), D.García Conv.: Oscar Vazquez G.C.: Oscar Vazquez (5) |         | Ensayos: Pelaz, Otxotorena, Olano Conv.: Genua (2) G.C.: Genua | Árbitro(s): Bogas                              | Árbitro(s): Bogas |

### Final
| 26 de abril de 2009 | Gernika R.T.                                                                    | 37 – 10 | C.R Atlético Portuense                                | Central de Ciudad Universitaria, Madrid, |                      |
|                     | Ensayos: Urrutia (2), Long, Berberián, Martitegi Conv.: Maza (3) G.C.: Maza (2) |         | Ensayos: Rafael Heredero Herrera, David Camacho Yuste | Árbitro(s): Villegas                     | Árbitro(s): Villegas |

### Promoción División de Honor/División Honor B
| 3 de mayo de 2009 | C.R Atlético Portuense    | 20 – 24 | Les Abelles               | Polideportivo Municipal, Pto. Sta. María, |                    |
| 12:30             | Ensayos: Conv.: G.C.: DG: |         | Ensayos: Conv.: G.C.: DG: | Árbitro(s): Raposo                        | Árbitro(s): Raposo |

| 10 de mayo de 2009 | Les Abelles    | 8 – 0 | C.R Atlético Portuense | Campo del Río Turia, Valencia, |                         |
| 12:30              | Ensayos: G.C.: |       |                        | Árbitro(s): Paloma Loza        | Árbitro(s): Paloma Loza |

## Descenso a Primera Nacional
Descienden los dos perdedores de estos partidos.

### Ida
| 5 de abril de 2009 | UMA C.R. Málaga | 67 – 3 | Krafft Atco. San Sebastián | Teatinos, Málaga,      |                        |
| 11:30              |                 |        |                            | Árbitro(s): Figueruelo | Árbitro(s): Figueruelo |

| 5 de abril de 2009 | Belenos Rugby Club | 20 – 21 | CAU Valencia | Estadio de Santa Bárbara, Avilés, |                   |
| 12:00              |                    |         |              | Árbitro(s): Roure                 | Árbitro(s): Roure |

### Vuelta
| 18 de abril de 2009 | Krafft Atco. San Sebastián | 29 – 83 | UMA C.R. Málaga | C.D. Ayete, San Sebastián, |                    |
| 16:00               |                            |         |                 | Árbitro(s): Lázaro         | Árbitro(s): Lázaro |

| 19 de abril de 2009 | CAU Valencia | 44 – 7 | Belenos Rugby Club | Campo del Río Turia, Valencia, |                         |
| 11:00               |              |        |                    | Árbitro(s): Ruíz-García        | Árbitro(s): Ruíz-García |

### Promoción División de Honor B/Primera Nacional
Asciende, o mantiene la categoría en su caso, el ganador de estos partidos

#### Ida
| 26 de abril de 2009 | C.D. Hercesa                                                                    | 25 – 28 | UMA C.R. Málaga                                                             | Universidad de Alcalá, Alcalá de Henares, |                    |
| 12:30               | Ensayos: Aldo Guidi, Corral, Panufnik, Martino, Ares Conv.: Corral G.C.: Corral |         | Ensayos: Camacho (2), Calle Conv.: Gª Parrado, Camacho G.C.: Gª Parrado (3) | Árbitro(s): Santos                        | Árbitro(s): Santos |

| 26 de abril de 2009 | CAR Cáceres | 0 – 60 | CAU Valencia                                                                                     | Campo del Cuartelillo, Cáceres, |                                 |
| 12:00               |             |        | Ensayos: Ortiz, Sorribes, Serrano (4), Seco, Martínez, Vallespí Conv.: Sorribes (2), Serrano (3) | Árbitro(s): Rodríguez de Castro | Árbitro(s): Rodríguez de Castro |

#### Vuelta
| 3 de mayo de 2009 | UMA C.R. Málaga                                                                | 26 – 7 | C.D. Hercesa                      | Campo de Teatinos, Málaga, |                  |
| 12:00             | Ensayos: García Parrado (2) Conv.: García Parrado (2) G.C.: García Parrado (4) |        | Ensayos: Aldo Guidi Conv.: Corral | Árbitro(s): Real           | Árbitro(s): Real |

| 2 de mayo de 2009 | CAU Valencia | 87 – 0 | CAR Cáceres | Campo del Río Turia, Valencia, |                    |
| 13:00             | Ensayos: Martínez Martín, Vallespi (2), Belhadj, Crespo (2), Pérez, Arana (3), Serrano, Ortiz, Martínez Pérez Conv.: Sorribes (11) |        |             | Árbitro(s): Lázaro             | Árbitro(s): Lázaro |

| Predecesor: 2007-08 | DHB 2008-09 | Sucesor: DHB 2009-10 |